# Ricardo Delgado (fotbollsspelare)
Ricardo Antonio Aleixo Delgado, född 22 februari 1994, är en luxemburgsk fotbollsspelare som spelar för Swift Hesperange.

## Klubbkarriär
Delgado började sin seniorkarriär i Jeunesse Esch. Han debuterade i Luxemburgs högstadivision som 17-åring den 21 maj 2011 i en 3–1-förlust mot CS Grevenmacher. Delgado spelade totalt 188 tävlingsmatcher och gjorde 10 mål för Jeunesse Esch mellan 2011 och 2019. Han blev cupmästare med klubben 2013.
Inför säsongen 2019/2020 gick Delgado till F91 Dudelange. Delgado spelade 25 ligamatcher och gjorde ett mål under säsongen 2021/22 då Dudelange blev luxemburgska mästare. Inför säsongen 2022/2023 värvades han av Swift Hesperange.

## Landslagskarriär
Delgado spelade två matcher för Luxemburgs U19-landslag i oktober 2012. Han spelade sedan fyra landskamper för U21-landslaget mellan juni 2013 och juni 2015.
Delgado debuterade för A-landslaget den 5 september 2015 i en 1–0-vinst över Makedonien, där han spelade hela matchen som vänsterback. Delgado spelade totalt 10 landskamper mellan september 2015 och juni 2017.

## Meriter
Jeunesse Esch
- Luxemburgsk cupvinnare: 2013

 F91 Dudelange
- Luxemburgsk mästare: 2022